# Eleanor Roosevelt
Anna Eleanor Roosevelt (Nova Iorque, 11 de outubro de 1884 – Nova Iorque, 7 de novembro de 1962) foi primeira-dama dos Estados Unidos de 1933 a 1945.

## Biografia
Apoiou a política do New Deal, criada por seu marido e primo de quinto grau, o presidente Franklin Delano Roosevelt, e tornou-se grande defensora dos direitos humanos. Após a morte do marido, em 1945, Roosevelt continuou a ser uma defensora, porta-voz, ativista internacional para a coalizão do New Deal. Trabalhou para melhorar a situação das mulheres trabalhadoras, embora tenha sido contra a política dos direitos iguais, pois acreditava que ela afetaria negativamente as mulheres.

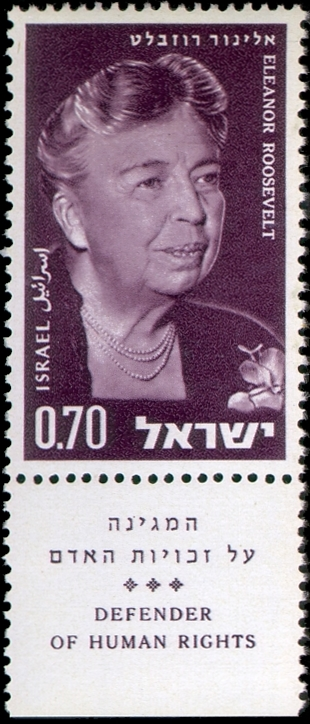
Selo israelense de 1964 em homenagem a Eleanor Roosevelt

Nos anos 1940, Eleanor foi uma das co-fundadoras da França Freedom House e apoiou a criação da Organização das Nações Unidas (ONU). Em 1943, Roosevelt criou a United Nations Association of the United States of America para dar suporte a criação da ONU. Foi diplomata e embaixadora dos Estados Unidos na Organização das Nações Unidas entre 1945 e 1952, por nomeação do presidente Harry Truman. Durante o seu tempo na ONU presidiu a comissão que elaborou e aprovou a Declaração Universal dos Direitos Humanos. O presidente Truman apelidou-a de "Primeira-dama do Mundo" em homenagem a suas conquistas referentes aos direitos humanos.
Uma figura ativa na política durante toda a sua vida, Eleanor Roosevelt presidiu a comissão da inovadora administração de John F. Kennedy que deu início a segunda onda do feminismo, a Comissão Presidencial sobre o Status da Mulher. Seu tio, Theodore Roosevelt, foi duas vezes presidente dos Estados Unidos. Eleanor Roosevelt tinha ancestrais neerlandeses.

### Casamento
Em meados de 1902, Franklin Roosevelt começou a cortejar sua futura esposa. Primos de quinto grau, conheceram-se durante a infância; Eleanor era sobrinha de Theodore Roosevelt. Eles começaram a trocar correspondências em 1902 e, em outubro de 1903, a pediu em casamento. Em 17 de março de 1905, Roosevelt se casou com Eleanor em Nova Iorque, apesar da forte resistência de sua mãe. Sara Roosevelt era muito possessiva com seu filho, acreditando que ele era jovem demais para se casar; contudo, Eleanor não a desagradava. Por várias vezes, tentou fazer com que o casal rompesse o noivado. Durante o casamento, o tio de Eleanor, presidente Theodore Roosevelt, conduziu a noiva até o altar, visto que seu pai, Elliott, havia morrido.
Após o casamento, o jovem casal se mudou para Springwood, em Hyde Park. A casa era de propriedade de Sara Roosevelt até sua morte em 1941; Sara também morava lá. Franklin e sua mãe fizeram o planejamento e o mobiliário de uma casa que ela construiu para o jovem casal na cidade de Nova Iorque; ao lado desta, Sara construiu uma casa igual para ela. Eleanor nunca se sentiu em casa nas residências de Hyde Park ou Nova Iorque, mas adorava a casa de férias da família na Ilha Campobello, a qual Sara deu ao casal.

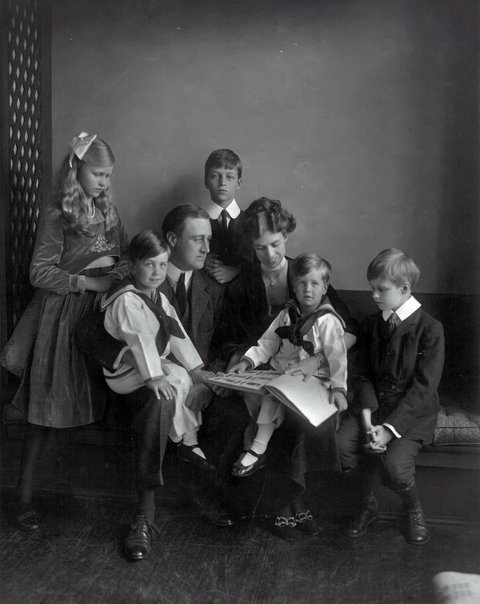
A família Roosevelt em 1919

O biógrafo James MacGregor Burns escreveu que o jovem Roosevelt era seguro de si e à vontade na classe alta. Em contraste, Eleanor na época era tímida e não gostava da vida social, ficando em casa para criar seus vários filhos. Como seu pai, deixou a criação dos filhos para sua esposa, enquanto Eleanor, por sua vez, dependia em grande parte de cuidadores contratados para criá-los. Referindo-se à sua experiência inicial como mãe, ela afirmou posteriormente que não sabia "absolutamente nada sobre como lidar ou alimentar um bebê". Embora Eleanor tivesse aversão à relação sexual e a considerasse "uma provação a ser suportada", ela e Franklin tiveram seis filhos: Anna, James e Elliott nasceram em 1906, 1907 e 1910, respectivamente. O segundo filho do casal, Franklin, morreu na infância em 1909. Outro filho, também chamado Franklin, nasceu em 1914, e o filho mais novo, John, nasceu em 1916.
Roosevelt teve vários casos extraconjugais, incluindo um com a secretária de Eleanor, Lucy Mercer, que começou logo depois que ela foi contratada no início de 1914. Em setembro de 1918, Eleanor encontrou na bagagem do marido cartas revelando o caso. Franklin pensou em se divorciar de Eleanor, mas Sara se opôs fortemente e Lucy não concordaria em se casar com um homem divorciado com cinco filhos. Franklin e Eleanor continuaram casados, e ele prometeu nunca mais ver Lucy. Eleanor nunca o perdoou verdadeiramente, e o casamento deles a partir de então foi mais uma parceria política. Eleanor logo depois estabeleceu uma casa separada em Hyde Park, e cada vez mais se dedicou a várias causas sociais e políticas de forma independente ao marido. A ruptura emocional no casamento foi tão profunda que, quando Roosevelt pediu a Eleanor em 1942 que voltasse para casa e morasse com ele novamente—devido à sua saúde debilitada—, ela recusou. Roosevelt nem sempre estava ciente de quando a esposa visitava a Casa Branca e, por algum tempo, a primeira-dama não conseguiu contatá-lo por telefone sem a ajuda de sua secretária; Roosevelt, por sua vez, não visitou o apartamento de Eleanor em Nova Iorque até o final de 1944.
Franklin quebrou sua promessa com Eleanor de se abster de ter novos casos extraconjugais. Ele e Lucy continuaram trocando correspondências e começaram a se ver novamente em 1941, ou talvez mais cedo. Lucy estava com Roosevelt no dia em que morreu em 1945. Apesar disso, o caso extraconjugal do presidente não foi amplamente conhecido até a década de 1960. O filho de Roosevelt, Elliott, afirmou que seu pai teve um caso com sua secretária particular, Marguerite "Missy" LeHand, durante vinte anos.